# Kiba Lumberg
Kiba Lumberg, cuyo nombre real es Kirsti Leila Annikki Lumberg (Lappeenranta, 27 de mayo de 1956), es una artista y autora finlandesa de ascendencia kaale o romaní finlandesa. Es conocida como crítica de la cultura tradicional gitana.

## Biografía
Lumberg nació en Lappeenranta. Huyó de su familia a la edad de 13 años debido al miedo, la violencia y el sometimiento. Muchas de sus obras están inspiradas en su experiencia infantil. Lumberg se dio a conocer a escala nacional en 1997, cuando se emitió en televisión una miniserie sobre la vida tradicional de Kale, basada en su guion y titulada Tumma ja hehkuva veri. En 2007, recibió amenazas de muerte tras criticar la cultura gitana en televisión.
Junto con otros miembros destacados de la comunidad gitana finlandesa, Lumberg, el percusionista Rainer Friman y el autor Veijo Baltzar criticaron a Miranda Vuolasranta, presidenta del Foro Europeo de Gitanos y Viajeros, acusándola de minimizar los problemas y excluir las voces críticas. En 2008, Vuolasranta se vio obligada a pagar una multa después de que Lumberg la acusara de difamación.
Lumberg fue candidata por la Alianza de la Izquierda en las elecciones al Parlamento de Finlandia en 2007 y al Parlamento Europeo en 2009.